# Torben Christensen
Torben Christensen (Tårs, 14 luglio 1963) è un ex calciatore danese, di ruolo centrocampista.

## Carriera

### Nazionale
Il 18 aprile 1984 esordisce contro la Germania Est (4-0).

## Palmarès
- Coppa di Danimarca: 1

Aarhus: 1991-1992